# Pamphile d'Amphipolis
Pamphile (en grec ancien Πάμφιλος, Pámphilos) est un peintre grec, né à Amphipolis. Il vivait sous le règne de Philippe de Macédoine, au IVe siècle av. J.-C.
Il fonda l’école de Sicyone et fut le maître d’Apelle et de Mélanthios. Cet artiste acquit une grande réputation, surtout par son enseignement, car il parait s’être plus occupé de la théorie que de la pratique de son art. 
Toutes ses peintures sont perdues. Parmi elles, les Anciens citent Les Héraclides à Athènes, La Bataille de Phlius, Ulysse sur son radeau et une Victoire des Athéniens.

## Source
« Pamphile d'Amphipolis », dans Pierre Larousse, Grand dictionnaire universel du XIXe siècle, Paris, Administration du grand dictionnaire universel, 15 vol., 1863-1890 [détail des éditions].